# Glandon (Fluss)
Der Glandon ist ein Fluss in Frankreich, der im Département Savoie in der Region Auvergne-Rhône-Alpes verläuft. Er entspringt dem kleinen Bergsee Lac de la Croix an der Ostflanke der Bergkette Belledonne, im Gemeindegebiet von Saint-Colomban-des-Villards, entwässert generell in nordöstlicher Richtung und mündet nach rund 20 Kilometern an der Gemeindegrenze von Saint-Étienne-de-Cuines und Saint-Avre als linker Nebenfluss in den Arc.

## Orte am Fluss
(Reihenfolge in Fließrichtung)
- Saint-Colomban-des-Villards
- Sainte-Marie-de-Cuines
- Saint-Étienne-de-Cuines